# Майхшак, Камиль
Камиль Майхшак (пол. Kamil Majchrzak; род. 13 января 1996, Пётркув-Трыбунальский, Лодзинское воеводство) — польский профессиональный теннисист. Победитель пяти турниров ATP Challenger (из них 4 в одиночном разряде) и 14 турниров ITF (из них 9 в одиночном разряде); победитель одного юниорского турнира Большого шлема в парном разряде (Открытый чемпионат США-2013). Участник Олимпийских игр 2020 года; чемпион юношеских Олимпийских игр 2014 года в одиночном разряде и бронзовый призёр юношеских Олимпийских игр 2014 года в смешанном парном разряде.
С 2015 года Майхшак представляет Польшу на Кубке Дэвиса, где его рекорд W/L: 12—8.

## Биография
Родился 13 января 1996 года в Пётркув-Трыбунальски (Польша).

## Спортивная карьера

### 2013—2014
В августе 2013 года Майхшак стал победителем среди юниоров в парном разряде на Открытом чемпионате США с партнёром Мартином Редлицки. В финале эта пара победила Квентина Халиса и Фредерико Феррейру Силву со счетом 6:3, 6:4.
В августе 2014 года, в Нанкине (Китай) он стал чемпионом юношеских Олимпийских игр в одиночном разряд среди юношей, в финале победив бразильца Орланду Луса со счетом 6:4, 7:5.
На этих Олимпийских играх он также вместе с венгеркой Фанни Штоллар стал бронзовым призёром в смешанном парном разряде, в матче за бронзу победив Йоану Дуку и Матиаса Сукаса. И также выступал в парном разряде среди юношей вместе со своим соотечественником Яном Зелиньским, где они заняли 4-е место, в матче за бронзу проиграв японцам Рётаро Мацумура и Дзюмпэй Ямасаки.

### 2015—2018
Майхшжак с 2015 года неоднократно приглашался в польскую сборную для участия в играх на Кубок Дэвиса.
В 2016 году во встрече с немецкой командой добился солидного успеха, обыграв 59-го номера мирового рейтинга Флориана Майера в четырёх сетах. Однако польская команда упустила победу со счётом 2:3.
В профессиональном туре польский теннисист начинал в теннисных турнирах Futures и Challenger. Он является победителем семи таких титулов в одиночном разряде и пяти титулов в парном разряде в рамках Futures Tour.
В турнирах ATP-тура он дебютировал в 2017 году на турнире в турецкой Анталии. Успешно пройдя квалификацию, он проиграл в двух сетах Андреасу Сеппи в первом раунде.

### 2019—2021
В 2019 году поляк выиграл свой первый титул в одиночном разряде на ATP Challenger. В марте он отпраздновал свой первый успех в Сен-Бриё, а в мае выиграл ещё один титул в Остраве.
В 2019 году на Открытом чемпионате США он добрался до третьего круга мужских соревнований.
В июле 2021 года Камиль принял участие в летних Олимпийских играх, которые прошли в Токио. В первом раунде уступил сербу Миомиру Кецмановичу.

### 2022—2024: дисквалификация и возвращение
9 декабря 2022 года появилась информация, что Майхшак предварительно дисквалифицирован из-за положительного допинг-теста на турнирах в Японии, Республике Корея и Болгарии. В июне 2023 года Майхшак был дисквалифицирован на 13 месяцев.
Дисквалификация завершилась 29 декабря 2023 года.
В начале января 2024 года выиграл турнир ITF в Тунисе, начав его с квалификации и не отдав ни одного сета в 8 матчах (8 из 16 сетов на турнире Майхшак выиграл со счётом 6-0). Все соперники Майхшака не входили в топ-600 рейтинга. Это была первая с 2017 года победа Майхшака на турнире ITF. На «челленджере» в Бельгии проиграл 40-й ракетке мира Борне Чоричу со счётом 6-7 6-3-6. В конце января сыграл за Польшу в Кубке Дэвиса. В начале февраля 2024 года выиграл ещё один турнир ITF в Тунисе. В начале марта выиграл «челленджер» в Руанде, куда попал, получив wild card. В 5 матчах Майхшак уступил только один сет.

## Рейтинг на конец года
| Год  | Одиночный рейтинг | Парный рейтинг |
| 2022 | 77                | —              |
| 2021 | 116               | 484            |
| 2020 | 107               | 324            |
| 2019 | 101               | 561            |
| 2018 | 184               | 805            |
| 2017 | 199               | 395            |
| 2016 | 280               | 379            |
| 2015 | 268               | 412            |
| 2014 | 440               | 654            |
| 2013 | 1 282             | 1 254          |

## Выступления на турнирах
Финалы турниров ATP в одиночном разряде (0)
| Легенда                    |
| -------------------------- |
| Турниры Большого шлема (0) |
| Финал АТР-тура (0)         |
| Олимпиада (0)              |
| ATP Мастерс 1000 (0)       |
| АТР 500 (0)                |
| АТР 250 (0)                |

| Титулы по покрытиям | Титулы по месту проведения матчей турнира |
| ------------------- | ----------------------------------------- |
| Хард (0)            | Зал (0)                                   |
| Грунт (0+0)         | Зал (0)                                   |
| Трава (0)           | Открытый воздух (0+0)                     |
| Ковёр (0)           | Открытый воздух (0+0)                     |

| № | Дата | Турнир | Покрытие | Соперник в финале | Счёт |

Финалы турниров ATP в парном разряде (0)
| № | Дата | Турнир | Покрытие | Партнёр | Соперники в финале | Счёт |